# Obywatelskie nieposłuszeństwo
Obywatelskie nieposłuszeństwo – celowe działania łamiące konkretne przepisy prawne w imię przekonania, że owe regulacje rażąco naruszają wartości istotne dla stosującego nieposłuszeństwo obywatelskie, połączone z gotowością poniesienia prawnych konsekwencji takiego postępowania.

## Definicja
Nowożytna historia obywatelskiego nieposłuszeństwa sięga połowy XIX wieku i mniej więcej od 150 lat kolejni badacze próbują zdefiniować to zjawisko. W 1849 r. Henry David Thoreau napisał esej O obywatelskim nieposłuszeństwie (ang.: Civil Disobedience). Po jego wydaniu w 1866 r. (wcześniej, w 1849 r. wydano go pod innym tytułem w czasopiśmie Æsthetic Papers) termin ten pojawił się w wielu kazaniach i odczytach nawiązujących do niewolnictwa i wojny amerykańsko-meksykańskiej. Tak więc, do czasu opublikowania wykładów Thoreau pod tytułem Civil Disobedience (pol.: Obywatelskie nieposłuszeństwo), w 1866 roku – cztery lata po jego śmierci – termin ten stał się dość powszechne używany. Stwierdzono, że termin „obywatelskie nieposłuszeństwo” był zawsze niejednoznaczny i współcześnie został całkowicie zdeprecjonowany. Marshall Cohen napisał: „Używany jest do opisu wszystkiego, od dostarczenia akt w sądzie federalnym, do napaści na funkcjonariusza federalnego. W istocie dla wiceprezydenta Agnew stało się słowem-kluczem opisującym działalność rabusiów, podpalaczy, uchylających się od służby, utrudniających kampanię, bojowników akademickich, demonstrantów antywojennych, młodocianych przestępców i zamachowców politycznych”.
Thoreau uważał, że na specyficzną formę obywatelskiego nieposłuszeństwa składają się dwa elementy: łamanie prawa oraz oczekiwanie kary.
Dla innych ideą tą są różne formy oporu niezgodne z prawem, lecz nieużywające przemocy. Najpopularniejsze definicje przedstawili:
- John Rawls – określił obywatelskie nieposłuszeństwo jako działanie otwarte, polityczne, nieużywające przemocy, świadomie łamiące pewne nakazy. Celem bywa zmiana jakiegoś prawa lub postanowienia władz.
- Christian Bay – sprowadził obywatelskie nieposłuszeństwo do jakiegokolwiek aktu czy postępowania będącego publiczną niesubordynacją wobec prawa lub polityki sankcjonowanej przez oficjalne władze, jeśli to działanie jest rozmyślne, rozumiane przez działających jako nielegalne lub sporne z punktu widzenia legalności, mające za przedmiot pewne określone cele publiczne i realizowane za pomocą starannie wybranych i określonych środków.
- Per Herngren – wyznaczył 5 przesłanek konstytuujących działanie jako obywatelskie nieposłuszeństwo: działanie ma charakter otwarty i wolny; za podstawę uznaje się nieużywanie przemocy; działanie narusza prawo lub też występuje przeciw jakiemuś prawu lub postanowieniu; bezpośrednim celem działania jest zmiana lub podtrzymanie pewnych zachowań społecznych; osobiste konsekwencje są integralnym elementem działania i wzmacniają przekazywane społeczeństwu przesłanie.

Nieposłuszeństwo obywatelskie to forma aktywności obywatelskiej polegającej na publicznym, demonstracyjnym (na ogół poprzedzonym odpowiednią publiczną zapowiedzią) złamaniu przepisu prawa dla wyrażenia obywatelskiego sprzeciwu wobec tego przepisu. Osoba stosująca nieposłuszeństwo obywatelskie z zasady godzi się ponieść prawne konsekwencje i traktuje poddanie się tym konsekwencjom jako część demonstracji sprzeciwu.

## Przykłady
Najczęściej stosowaną formą obywatelskiego nieposłuszeństwa jest odmowa płacenia podatku. Ta forma walki z państwem ma już pewną tradycję i stosowana była m.in. przez abolicjonistów. Niewątpliwie tym, który odcisnął piętno na tej formie protestu był H.D. Thoreau, autor eseju O obywatelskim nieposłuszeństwie (1849).

### Świat
- Henry David Thoreau (1817–1862) – odmówił płacenia podatków na wojnę, protestując przeciw:
  - niewolnictwu,
  - szykanowaniu Indian w Stanach Zjednoczonych,
  - inwazji USA na Meksyk.
- Karol Marks (1818–1883) – próbował nakłaniać obywateli niemieckich do niepłacenia podatku wojennego podczas Wiosny Ludów w 1848 r.
- Emil Zola (1840–1902) – sprzeciwił się publicznie wyrokowi sądu wojskowego w sprawie Alfreda Dreyfusa (artykuł J’Accuse…! – Oskarżam) i w konsekwencji doprowadził do rewizji procesu i uniewinnienia oskarżonego.
- Lew Tołstoj (1828–1910) – w szeregu traktatów społeczno-politycznych poddawał ostrej krytyce państwo i jego instytucje. W pamflecie „Nie mogę milczeć” (1908), opowiedział się przeciwko represjom i karze śmierci.
- Mahatma Gandhi (1869–1948) – kierował kampanią na rzecz praw robotników i chłopów, bojkotu towarów angielskich i zachodniego sposobu ubierania się. W 1930 zorganizował tzw. marsz soli. Metody walki o niepodległość Indii ograniczał do demonstracji, pochodów, odmowy posłuszeństwa władzom, np. w sprawie płacenia podatków, wykonywania zarządzeń, podejmowania pracy, głosowania w wyborach, czy bojkotu państwowych instytucji.
- Charles de Gaulle (1890–1970) – wezwał obywateli Francji do odmowy posłuszeństwa rządowi Vichy i odmowy kolaboracji z III Rzeszą.
- Martin Luther King Jr. (1929–1968) – walczył o równouprawnienie czarnoskórych mieszkańców USA. Stworzył filozofię wywierania nacisku zgodną z zasadami niestosowania przemocy, poprzez takie środki jak bojkot czy strajk okupacyjny, zajmowanie miejsc przeznaczonych dla białych (tzw. sit-ins) i marsze.

### Polska
- Tadeusz Rejtan (1742–1780) – w 1773 r. jako poseł nowogrodzki wzbraniając się przed uznaniem konfederacji wraz z garstką przyjaciół posłów okupował salę sejmową i starał się nagłośnić sprawę na forum opinii publicznej. Próbował także akcji bezpośredniej zagradzając przejście własnym ciałem.
- Edward Abramowski (1868–1918) – za niezbywalne składniki indywidualnej wolności człowieka uznawał m.in. nieograniczoną wolność słowa, druku, zebrań, strajków, stowarzyszeń, sumienia i religii, nietykalność osoby i domu oraz wolność nauczania – wzywał do walki z naruszającym te wolności rządem carskim.
- Jacek Kuroń (1934–2004) wielokrotnie aresztowany przez Służbę Bezpieczeństwa PRL za działalność polityczno-społeczną. Współautor „Listu otwartego do partii”, organizator strajków studenckich, jeden z założycieli KOR-u, internowany podczas stanu wojennego, autor wielu tekstów projektujących i wyjaśniających formy działania i cele opozycji demokratycznej.

Zachowanie polskiego społeczeństwa w czasie stanu wojennego (noszenie czarnych ubrań, wstążeczek, oporników, plakietek „Solidarności”) również zalicza się do działań w ramach obywatelskiego nieposłuszeństwa (którego badaczem na gruncie prawa karnego był Lech Falandysz), mimo iż tylko część tych zachowań (noszenie odznak „Solidarności”) stała w sprzeczności z ówczesnymi przepisami prawa.
Z drugiej strony, mimo że w gruncie rzeczy były to tylko mało drastyczne formy demonstracji osobistych postaw, zdarzały się przypadki ostrzejszego odnoszenia się ówczesnej milicji wobec osób noszących oporniki i odznaki „Solidarności”. Prześladowanie często rozciągało się na teren państwowych szkół i zakładów pracy.
Od 1985 r. działania z zakresu obywatelskiego nieposłuszeństwa realizowały osoby związane z Ruchem Wolność i Pokój, przede wszystkim poprzez uchylanie się od obowiązkowej wówczas służby wojskowej (odmowa przysięgi i służby wojskowej, odsyłanie i palenie książeczek wojskowych), publiczne akcje protestacyjne („sit-in”, demonstracje, tzw. ruszt-in – protesty na rusztowaniach oraz w miejscach trudno dostępnych), głodówki, a także podpisywanie indywidualnych traktatów pokojowych z obywatelami Europy Zachodniej. Ruch WiP koncentrował swoją aktywność także na protestach ekologicznych, m.in. przeciwko katastrofie elektrowni jądrowej w Czarnobylu na Ukrainie w 1986 r., budowie elektrowni jądrowej w Żarnowcu, w sprawie zamknięcia huty stali chromowej w Siechnicach czy też przeciwko budowie zapory w Czorsztynie.
Po 1989 r. w Polsce obywatelskie nieposłuszeństwo (w formie nieodprowadzania podatków) próbowano zastosować przeciwko ustawie aborcyjnej, czy w propozycji kamieniczników zapowiadających łamanie ustawy o czynszu regulowanym.
Akcja obywatelskiego nieposłuszeństwa w Szymakach na polsko-białoruskiej granicy 29 sierpnia 2021 r. polegała na zniszczeniu fragmentu tzw. "płotu Błaszczaka", by zaprotestować - zgodnie ze stanowiskiem 13-osobowej grupy aktywistów - przeciwko łamaniu prawa przez polskie władze.
Akcjami obywatelskiego nieposłuszeństwa są również działania organizacji proekologicznych, takie jak na przykład:
- protest przeciwko budowie elektrowni atomowej w Żarnowcu,
- akcja „Tama Tamie” w Czorsztynie,
- obrona parku krajobrazowego na Górze Świętej Anny przed budową autostrady,
- protest przeciwko budowie obwodnicy Augustowa przez dolinę Rospudy, chronioną w ramach sieci Natura 2000[9].

## Formy akcji bez przemocy
Akcje bez przemocy mogą przybrać różną formę. Gene Sharp w książce Od dyktatury do demokracji. Drogi do wolności. wyróżnił 198 typów akcji z zastosowaniem obywatelskiego nieposłuszeństwa. Lista ta jest z pewnością inspirującym bankiem pomysłów, jednak dana forma oporu może mieć szczególne znaczenie w danym społeczeństwie i zupełnie inne w innych miejscach.
Obywatelskie nieposłuszeństwo może przyjąć następujące formy:
- Protest – pokojowe, symboliczne akty wyrażające sprzeciw lub odmienne stanowisko, wychodzące jednak poza prostą ekspresję werbalną, np.: publiczne przemówienia, petycje i listy otwarte, rezygnacja ze stanowisk, zwracanie odznaczeń.
- Samookaleczanie – bardziej radykalne formy protestu, np. głodówki, samospalenie.
- Niewspółdziałanie – czyli celowe odrzucenie przyjętych dotychczas form współpracy ze stroną, z którą jest się w konflikcie. Jako formy niewspółdziałania można wymienić: nonkooperację społeczną (np. ostracyzm, bojkot uroczystości, odmowa partycypacji w pewnych instytucjach), ekonomiczną (np. bojkoty ekonomiczne, strajki, odmowa płacenia podatków) i polityczną (bojkot organów władzy, wyborów, organizacji itp.)
- Interwencje – ujawnienie konfliktu, który do tej pory był niezauważany przez opinię publiczną. Celem takiej akcji jest doprowadzenie rokowań, nadanie sprawie takiego dramatyzmu, by nie można jej było dłużej ignorować.

## Sposoby działania
Treść tej sekcji może nie być zgodna z zasadami neutralnego punktu widzenia.
Dokładniejsze informacje o tym, co należy poprawić, być może znajdują się w dyskusji tej sekcji.
 Po wyeliminowaniu niedoskonałości należy usunąć szablon {{Dopracować}} z tej sekcji.
O powodzeniu lub niepowodzeniu obywatelskiego nieposłuszeństwa decyduje w dużym stopniu postawa opinii publicznej. Dlatego tak ważne jest przygotowanie akcji, zarówno jej uczestników, ale także trzeciej „niezainteresowanej” strony konfliktu. Dopóki opór przeprowadzany jest otwarcie, nawet osoby postronne wciągane są w dialog. Ten fakt chroni grupy protestujące przed izolacją i wytworzeniem swej własnej moralności. Efektywność obywatelskiego nieposłuszeństwa polega na tym, że moralnie prowokuje nawet biernych obserwatorów. Przez kontrast z tym, co jest uznane za niewłaściwe, obywatelskie nieposłuszeństwo jawi się społeczeństwu jako moralnie właściwy sposób walki.
W dobie mediów elektronicznych największy oddźwięk mają niewątpliwie akcje bezpośrednie, które mogą być wyrażone w różnych postaciach, a mają wzbudzić zainteresowanie opinii publicznej i przedstawić społeczeństwu poglądy uczestników protestu. Najczęściej stosowanymi formami są:
- Ukrywanie uchodźców – przeprowadzone oficjalnie i publicznie udzielanie schronienia osobom, którym grozi wydalenie z kraju. Celem jest doprowadzenie do uzyskania przez uchodźcę azylu czy zasygnalizowanie problemu uchodźców (np. akcje „Nikt nie jest nielegalny”).
- Przymierze (ruch solidarnościowy) – w ciągu paru lat może zgromadzić wielu członków i sympatyków. Do rządu kieruje się listy osób, które deklarują poparcie protestu lub udział w „obywatelskim nieposłuszeństwie”.
- Rozbrojenie (akcje lemieszy) – czyli zniszczenie lub usunięcie z broni paru elementów. Równocześnie można przeprowadzić akcje o charakterze symbolicznym, np. sadzenie drzew.
- Blokada – utrudnianie lub uniemożliwienie dostępu osobom lub pojazdom do blokowanego obiektu.
- Okupacja – to sytuacja, gdy grupa ludzi przedostaje się na teren, na którym zachodzi jakaś destrukcyjna działalność. Okupacja może w praktyce funkcjonować jako blokada. Przepisy bezpieczeństwa mogą zabronić na przykład jakiejś działalności, dopóki na danym terenie znajdują się ludzie. Można połączyć ją z mini-blokadami wybranych maszyn.
- Obozy – popularna na Zachodzie odmiana okupacji polega na budowie obozu (stacjonarnego lub czasowego) w bezpośrednim sąsiedztwie miejsca, w którym odbywa się kontestowana działalność.
- Odmowa współpracy – jest formą, która nie wymaga gruntownego przygotowania i może być przeprowadzona spontanicznie, której celem jest albo wywalczenie prawa do zwolnienia z części obowiązków, albo dążenie do zaprzestania w ogóle jakiejś działalności.
- „Szwejkizm” (strajk włoski) – wykonywanie poleceń w sposób nader pedantyczny i traktując je jak najbardziej dosłownie doprowadzając przez to do ich niewykonalności. Postawa Szwejka stosowana otwarcie i powszechnie może być doskonałym uzupełnieniem odmowy współpracy.
- Odmowa odbycia służby wojskowej – poborowy nie zgłasza się na wezwanie lub też powiadamia pisemnie komisję, że odmawia służby, gdyż godzi to w jego przekonania, czasami publicznie pali książeczkę wojskową.
- Sabotaż – czyli postępowanie wbrew woli właścicieli fabryk. Obecnie najczęściej stosowaną metodą stało się zmniejszanie tempa pracy. Może mieć zastosowanie w sytuacji, gdy w przypadku innych form obywatelskiego nieposłuszeństwa ryzyko byłoby zbyt duże.
- Ekotaż – sabotaż ekologiczny.
- Bezprawne kopiowanie – czyli zdobywanie i udostępnianie informacji (nagrań, programów komputerowych, treści książek) z zaniedbaniem praw autorskich w celu zaprotestowania przeciwko polityce cenowej dystrybutorów tych (i podobnych) informacji lub przeciw (nazbyt rozbudowanym) prawom autorskim w ogóle.
- Sit in – pokojowa manifestacja, której uczestnicy siedzą na drodze publicznej[11].